# Воевода (Гомельская область)
Воевода (бел. Ваяво́да) — посёлок и железнодорожная станция Зябровка (на линии Гомель — Тереховка) в Зябровском сельсовете Гомельского района Гомельской области Беларуси.

## География

### Расположение
В 15 км на юго-восток от Гомеля.

## Транспортная сеть
Транспортные связи по просёлочной, затем автомобильной дороге Зябровка — Гомель. Планировка состоит из прямолинейной, почти широтной улицы, застроенной двусторонне деревянными домами усадебного типа.

## История
Основан в XIX веке переселенцами из соседних деревень. В 1926 году работало отделение связи, в Логуновском сельсовете Носовичского района Гомельского округа. В 1931 году организован колхоз. Во время Великой Отечественной войны 11 жителей погибли на фронте. В 1959 году в составе элитсенхоза «Гомельский» (центр — деревня Климовка).

## Население

### Численность
- 2004 год — 72 хозяйства, 153 жителя.

### Динамика
- 1926 год — 32 двора, 155 жителей.
- 1959 год — 270 жителей (согласно переписи).
- 2004 год — 72 хозяйства, 153 жителя.